# 지브롤터 해협

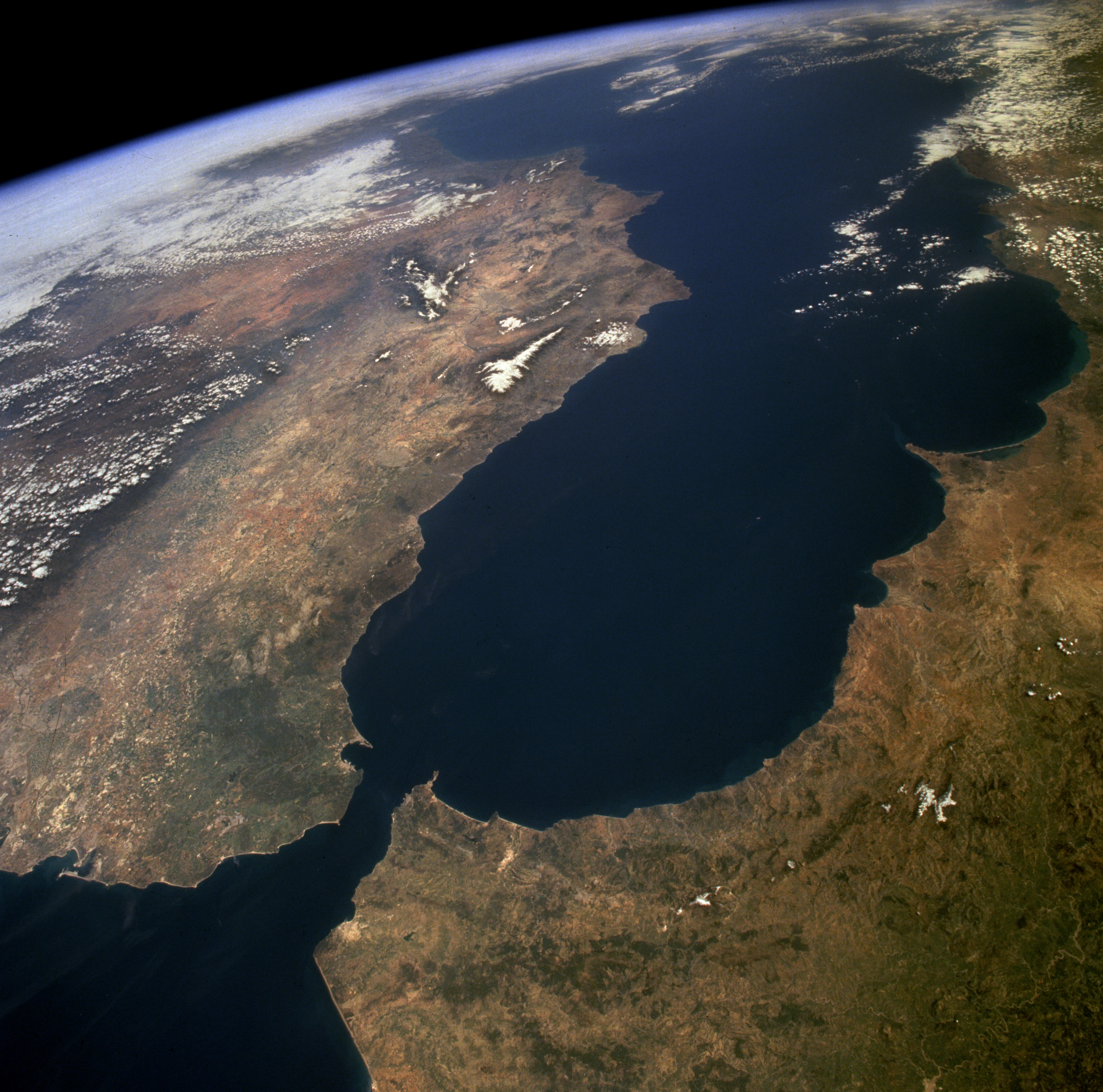
지브롤터 해협의 위성 사진

지브롤터 해협(영어: Strait of Gibraltar, 스페인어: Estrecho de Gibraltar)은 대서양과 지중해를 경계짓는 해협이다. 해협의 북쪽은 유럽에 속하는 이베리아반도, 남쪽은 아프리카가 자리잡고 있다. 가장 폭이 좁은 곳의 거리는 14km, 수심이 가장 깊은 곳의 깊이는 900m이다. 가장 폭이 넓은 곳은 58km이다.

## 전설
전설에 따르면, 로마 신화에서 헤라클레스가 여신 헤라의 미움을 사 큰 모험을 떠났다. 그런데 지중해를 빠져나가는 길목이 거대한 바위들로 막혀 있었다. 그러자 헤라클레스는 맨손으로 그 바위들을 다 찢어 버리고 길을 만들었다. 그리고 그 바위들을 양쪽으로 내던져 지중해를 지키게 했다. 그리스인들은 헤라클레스의 이름을 따서 그 바위들을 헤라클레스의 기둥이라고 했는데, 이 헤라클레스의 기둥이 현재의 지브롤터 해협이다.

## 같이 보기
- 지중해 분지